# 土壤酸鹼值

土壤pH的全球變化，紅=酸性土、黃色=中性土、藍色=鹼性土、黑色=無數據

土壤酸鹼值，又稱土壤pH值，是衡量土壤中酸度或鹼度所代表的意義。是溶液中氢离子活度的一种标度，也就是通常意义上溶液酸碱程度的衡量标准。土壤pH被認為是土壤中的主要變量，因為它控制發生的許多化學過程。
它通過控制營養物的化學形式特異性地影響植物營養物的可用性。
大多數植物的最佳pH範圍在5.5和7.0之間，然而許多植物已經適應在該範圍之外的pH值下生長。

## 土壤pH值範圍分類
美國農業部，將土壤pH範圍分類如下：

| 名稱       | pH範圍  |
| ---------- | ------- |
| 超酸性     | < 3.5   |
| 極酸性     | 3.5–4.4 |
| 極強酸性   | 4.5–5.0 |
| 強酸性     | 5.1–5.5 |
| 中等酸性   | 5.6–6.0 |
| 微酸性     | 6.1–6.5 |
| 中性       | 6.6–7.3 |
| 微鹼性     | 7.4–7.8 |
| 中等鹼性   | 7.9–8.4 |
| 強鹼性     | 8.5–9.0 |
| 非常強鹼性 | > 9.0   |

## 土壤pH值的來源

### 酸度的來源
土壤中的酸性來自土壤溶液中吸附到土壤颗粒表面的氫離子和鋁離子。虽然酸度是指氢离子浓度，但铝离子在酸性土壤中同样起着重要作用。由于酸性环境下铝离子（Al3+）与水分子（H2O）反应生成Al(OH)2+离子，并释放氢离子（H+），在pH值介于4-6的范围内，大约会有10-8mol/L的铝离子参与反应。許多其他過程有助於形成酸性土壤，包括降雨量，肥料使用，植物根系活動和初級和次級土壤礦物的風化。酸性土壤也可能由污染物引起，例如酸雨和礦渣。  
- 降雨：酸性土壤最常見於降雨量大的地區。 過量的降雨量從土壤中浸出鹼性陽離子。另外，由於雨水中的碳酸與 CO2的反應，所以雨水俱有5.7的微酸性pH值。

- 肥料使用：銨 （NH4+）肥料在稱為硝化的過程中在土壤中反應形成硝酸鹽（NO3−），並在過程釋放氫離子。

- 植物根系活力：植物吸收離子形式的營養物質（NO3−, NH4+, Ca2+, H2PO4−, etc.）,吸收比例來說陽離子比陰離子吸收還多。然而植物必須在其根部保持中性電荷。為了補償額外的正電荷，它們將從根部釋放氫離子。 一些植物還將有機酸滲出到土壤中以酸化其根周圍的區域，以幫助溶解在中性pH下不溶的金屬營養物質，例如鐵 (Fe)。

- 風化作用:组成土壤的主要矿物和次要矿物都含有铝（Al）。随着风化作用的进行，诸如镁（Mg）、钙（Ca）、钾（K）等部分矿物元素流失或者被植物吸收，其余的诸如硅（Si）从土壤中析出，而由于化学性质的原因，铁（Fe）和铝（Al）会留在土层中。高度风化的土壤往往含有高浓度的铁氧化物和铝氧化物。

- 酸雨：當大氣中的水與工業過程產生的硫和氮化合物反應時，結果可能是雨水中形成硫酸和硝酸。

- 酸性礦井水：由於黃鐵礦的氧化，在礦井附近可能形成嚴重的酸性土壤。

- 酸性硫酸盐土壤：在经常积水的海岸和河口环境下，会自然形成富含酸性硫酸盐的土壤。这些土壤即使排水后或者采挖出来也具有很高的酸性。

- 通過微生物分解有機物質釋放 CO2 當其與土壤水混合時可形成碳酸 (H2CO3)。[2]

### 鹼度來源
鹼性土壤具有高的鹼性陽離子飽和度 (K+, Ca2+, Mg2+ 和 Na+)。这是由于可溶性盐，如钠盐的累积。所有鹽水和鈉鹼土壤具有高鹽濃度，鹽鹼土以鈣和鎂鹽為主，鈉鹼土以鈉為主。鹼性土壤的特徵在於存在碳酸鹽。在靠近表面的石灰石區域中的土壤是來自石灰石中的碳酸鈣的鹼性土壤，與土壤不斷混合。這些地區的地下水源含有溶解的石灰石。

## 土壤pH值對植物生長的影響

與土壤pH相關的營養物利用度

### 酸性土壤的影響
在酸性土壤中生長的植物可能會有各種各樣的症狀出現，包括鋁 (Al)、氫 (H)、和/或錳 (Mn)的毒性， 以及鈣 (Ca) 和鎂 (Mg)的營養缺乏。
鋁的毒性是酸性土壤中最普遍的問題。鋁存在於所有土壤中，但溶解的 Al3+ 對植物有毒；Al3+在低pH下溶解性很高，大多数土壤中当pH高于5.2时Al3+才不易溶解。
鋁不是植物養分，並且因此不被植物主動吸收，而是通過滲透被動地進入植物根。鋁抑制根生長；側根和根尖變粗、根缺乏精細分枝；根尖可變成棕色。在根中，已經顯示鋁干擾許多生理過程，包括鈣和其他必需營養物的攝取和轉運，細胞分裂，細胞壁形成和酶活性
在含有錳含量高的礦物的土壤中，錳的毒性在pH5.6以下會成為問題。錳如鋁，隨著pH下降變得越來越可溶解，並且在pH水平低於5.6時可以看到錳的毒性症狀出現。錳是葉綠素的組成物之一，因此植物將錳轉運到葉中。錳毒性的經典症狀是葉子皺縮呈現托起狀態。

### 關於土壤pH養分有效性
由植物大量需要的營養物被稱為大量營養素，包括氮 (N)、磷 (P)、鉀 (K)、鈣 (Ca)、鎂 (Mg) 和硫 (S)。植物需要微量的元素被稱為微量營養素或是微量營養素物。微量營養物不是植物組織的主要成分，但是對於生長是必需的。它們包括鐵 (Fe)、錳 (Mn)、鋅 (Zn)、銅 (Cu)、鈷 (Co)、鉬 (Mo)、和硼 (B)。
大量營養素和微量營養素的可用性受土壤pH的影響。在輕度到中度鹼性的土壤中，鉬和大量營養素（除了磷外）的可用性增加，但是 P、Fe、Mn、Zn Cu、和 Co水平降低並且可能不利地影響植物生長。
在酸性土壤种，微量营养素（除钼、硼外）的有效性会提高。氮通過固氮或肥料調節作為銨 (NH
4) 或硝酸鹽 (NO
3) 供應，溶解的氮在土壤pH為6.0至8.0時將具有最高濃度。
相对于磷元素而言，氮元素对pH较为不敏感。為了使磷能够被植物所利用，土壤pH需要在6.0至7.5的範圍內。
如果pH低於6.0，磷開始與鐵 (Fe) 和鋁 (Al) 形成不溶性化合物，如果pH高於7.5，則開始與鈣 (Ca)形成不溶性化合物。 在5.5至6.5的pH範圍內可以避免大多數養分缺乏，條件是土壤礦物質和有機物質含有開始的必需營養素。

## 確定pH值
測定pH的方法包括：
土壤剖面的觀察：某些剖面特徵可作為判斷酸性、鹽性或鈉性土壤的指標。強酸性土壤通常表現為有機質表層與下方礦質層結合不良。在許多情況下，礦質層呈現明顯的分層特徵，常見的為在有機質表層之下出現一層淺色的漂洗層（E層），再往下則是較深色的B層，這是一種典型的鐵鋁質層（podzol）剖面序列。不過，這只能作為判斷酸性的粗略指標，因為E層的厚度與土壤pH值之間並無明確關聯。例如，在佛羅里達，E層厚達數英尺的土壤，其pH值通常略高於5（屬於「強酸性」）；而在新英格蘭，E層僅數英吋厚的土壤，其pH值可能低於4.5，屬於「極酸性」。在南方的藍嶺山脈地區，甚至存在pH值低於3.5的「超酸性」土壤，這類土壤通常沒有E層。
若土壤中出現鈣質結層（caliche），則表示存在碳酸鈣，為鹼性環境的指標。此外，若土壤具有柱狀結構，則可能是鈉性土壤的徵兆。
- 观察优势种群。避钙植物（Calcifuge plants）偏好酸性土壤，包括 欧石楠属 (Erica)、杜鹃花属 (Rhododendron)和几乎所有的杜鹃花科 (Ericaceae) 其他物种，以及桦木属 (Betula)、毛地黄属 (Digitalis)、荆豆属 (Ulex spp.) 的许多植物，和欧洲赤松 (Pinus sylvestris)。钙生植物（Calcicole plants）偏好富含石灰质（通常呈碱性）的土壤，包括梣属 (Fraxinus spp.)、忍冬属 (Lonicera)、醉鱼草属 (Buddleja)、山茱萸属 (Cornus spp.)、丁香属 (Syringa) 和铁线莲属 (Clematis) 等物种.
- 使用便宜的pH測試試劑盒，其中在小樣本的土壤中與根據酸度/鹼度改變顏色的指示劑溶液混合。
- 使用石蕊試紙，小的土壤樣品與蒸餾水混合，其中插入石蕊試紙條。如果土壤是酸性的，紙張變紅，如果鹼性，藍色。
- 使用市售的電子pH計，插入潮濕的土壤中測量氫離子的濃度。

## 改變土壤酸鹼度

### 增加酸性土壤pH值
最常用來提高土壤酸鹼值（pH）的修正劑是石灰（碳酸鈣 CaCO₃ 或碳酸鎂 MgCO₃），通常是以細磨的農業石灰形式使用。所需的石灰用量取決於石灰的篩網目數（即研磨的細度）以及土壤的緩衝能力。高目數（如60–100目）表示石灰研磨得越細，與土壤酸性反應的速度就越快。
土壤的緩衝能力取決於其陽離子交換容量（CEC），而CEC又受到土壤黏土含量、黏土種類及有機質含量的影響。黏土含量高的土壤，特別是具有收縮－膨脹特性的黏土，其緩衝能力會比低黏土含量的土壤更強。有機質含量高的土壤，其緩衝能力也會比有機質低的土壤更高。
因此，為了達到相同的pH變化，緩衝能力高的土壤需要施加比緩衝能力低的土壤更多的石灰。
可用於增加土壤pH的其它修正包括木灰，工業 CaO （生石灰）和牡蠣殼。白木柴灰包括對於需要離子如 Na+ （鈉）, K+ （鉀）, Ca2+ （鈣）,的過程重要的金屬鹽，其對於選擇的菌群可能是或可能不是好的，但降低土壤的酸性質量。
這些產品通過 CO32− 與 H+ 反應產生 CO2 和 H2O，從而提高土壤的pH值。矽酸鈣通過除去游離氫離子來中和土壤中的活性酸度，從而增加pH。由於其矽酸鹽陰離子捕獲 H+離子（提高pH）, 它形成單矽酸 (H4SiO4)，中性溶質。

### 降低鹼性土壤pH值
- 鐵硫酸鹽或硫酸鋁以及元素硫（S）通過形成硫酸來降低pH。
- 尿素、磷酸脲、硝酸銨、磷酸銨、硫酸銨和磷酸二氫鉀肥料。
- 植物凋落物，堆肥和糞肥形式的有機質將通過分解過程降低土壤pH值。 某些酸性有機物如松針，松木屑和酸性泥炭有效降低pH值。[9]

## 外部連結
- "A Study of Lime Potential, R.C. Turner, Research Branch, Canadian Department of Agriculture, 1965"（页面存档备份，存于）
- "Adjusting and Measuring Soil pH. soil pH and nutrients for Home Gardening" （页面存档备份，存于）